# Маріано Оспіна Перес
Луїс Маріано Оспіна Перес (ісп. Luis Mariano Ospina Pérez; 24 листопада 1891 — 14 квітня 1976) — колумбійський політик, сімнадцятий президент Колумбії.

## Біографія
Народився 1891 року в Калі. Його дідом був Маріано Оспіна Родрігес, президент Нової Гранади та Гранадської Конфедерації; Педро Нель Оспіна, 11-й президент Колумбії, був його дядьком. Здобув освіту гірничого інженера й займався родинним бізнесом. 1914 року був обраний до лав міської ради Медельїна. 1917 року Оспіна Перес став членом Асамблеї департаменту Антіокія. Після смерті батька 1921 року взяв на себе управління його справами. Пізніше його було обрано депутатом Палати представників і сенатором. В 1926—1927 роках впродовж нетривалого періоду обіймав посаду міністра громадських робіт. В 1920—30-их роках займав керівні пости в Національній федерації виробників кави.
За три тижні до президентських виборів 1946 року Консервативна партія неочікувано висунула його своїм кандидатом на пост голови держави. Завдяки розколу серед лібералів Оспіна здобув перемогу. Втім на парламентських виборах перемогли ліберали, що змусило Оспіну сформувати коаліційний уряд. Через постійні суперечки Оспіна 1947 року виключив лібералів зі складу кабінету міністрів, що спонукнуло останніх зробити лівого радикала Гайтана єдиним кандидатом на наступних президентських виборах. Однак 9 квітня 1948 року Гайтана було вбито. Його смерть мала наслідком збройне повстання в Боготі, що переросло в збройне протистояння двох партій (Ла Віоленсія). Уряд жорстоко придушував виступи, втім до завершення президентського терміну Оспіни практично втратив контроль над ситуацією.
Після виходу у відставку продовжив свою політичну діяльність. Зокрема Оспіна підтримав державний переворот, в результаті якого було встановлено диктатуру Густаво Рохаса Пінільї. Згодом колишній президент припинив свою підтримку мілітарного режиму Пінільї й долучився до створення Національного фронту.
Помер 1976 року в Боготі.